# Magellan (band)
Magellan was een Amerikaanse band uit Californië. De muziek is moeilijk te omschrijven, want bij elk van de albums ligt het accent weer anders. Algemeen kan worden gezegd dat de muziek zich bevindt in de wat zware pompeuze progressieve rock. De muziek is dus aan de stevige kant, maar van een metalband is eigenlijk nog geen sprake. De band draaide om de broertjes Wayne en Trent Gardner. Wat verder opvalt aan deze groep is dat de albums onregelmatig verschenen; men maakte een album als men dacht dat het nodig is. De band was ook niet verbonden aan een specifiek platenlabel.
In februari 2014 vermeldde de website van de band dat Wayne Gardner overleden is aan een zelf toegebrachte schotwond. Op 11 juni 2016 overleed Trent Gardner. Ook dit werd kenbaar gemaakt op de website.

## Albums
- 1991: Hour of restoration;
- 1993: Impending ascencion;
- 1997: Test of wills;
- 2002: Hundred years of flood;
- 2003: Impossible figures;
- 2005: Symphony for a misantrope;
- 2007: Innocent God.